# Pachyteria equestris
Pachyteria equestris es una especie de escarabajo longicornio del género Pachyteria, tribu Callichromatini. Fue descrita científicamente por Newman en 1841.
Se distribuye por China, Indonesia, Laos y Malasia. Mide 21-28 milímetros de longitud. El período de vuelo ocurre en los meses de febrero, marzo, abril, mayo, junio, julio, agosto y octubre.